# NGC 2545
NGC 2545 è una galassia a spirale barrata situata nella costellazione del Cancro, a una distanza di circa 174 milioni di anni luce dalla nostra Via Lattea.

## Scoperta
La galassia è stata scoperta l' 11 gennaio 1787 dall'astronomo britannico di origine tedesca William Herschel.

## Descrizione
NGC 2545 ha una classe di luminosità I-II e presenta una larga riga a 21 cm dell'idrogeno neutro.
Il database SIMBAD la classifica come galassia LINER, cioè una galassia il cui nucleo presenta uno spettro di emissione caratterizzato da larghe righe di atomi debolmente ionizzati.
Lo stesso database la qualifica come galassia attiva..

## Supernova
Il 25 novembre 2008, all'interno di NGC 2545 è stata scoperta la supernova SN 2008hn da A. Narla, P. Thrasher, W. Li, S. B. Cenko e A.V.  Filippenko dell'Università della California - Berkeley nel corso del programma LOSS (Lick Observatory Supernova Search) dell'Osservatorio Lick. La supernova è stata classificata di tipo Ic.

## Gruppo di NGC 2545
NGC 2545 è la più luminosa di un piccolo gruppo di galassie costituito da almeno cinque membri e che porta il suo nome. Le altre galassie del Gruppo di NGC 2545 sono NGC 2565, UGC 4308, CGCG 119-44 e CGCG 119-56.